# Cryphia obscura
Cryphia obscura är en fjärilsart som beskrevs av Tutt 1888. Cryphia obscura ingår i släktet Cryphia och familjen nattflyn. Inga underarter finns listade i Catalogue of Life.